# Marsala (by)
 For alternative betydninger, se Marsala. (Se også artikler, som begynder med Marsala)
Marsala (Italiensk: [marˈsaːla], Maissala; Lokal siciliansk: [maɪsˈsaːla]; Latin: Lilybaeum) er en italiensk by og kommune på Sicilien i Italien med omkring 79.809(2023) indbyggere.
Marsala er opført på ruinerne af den antikke karthaginske by Lilýbaion (fra græsk: Λιλύβαιον) og området omfatter det arkæologiske sted på øen Motya, en gammel fønikisk by. Efter at byen havde modstået adskillige års belejring fra romerne under den Første Puniske Krig, blev den i 241 f.Kr. overdraget fra Karthago til romerne som en del af den fredsaftale, der afsluttede den Første Puniske Krig. Byen blev derefter kendt under sit latinske navn Lilybaeum, og blev en romernes vigtigste byer på Sicilien.
Det moderne navn stammer sandsynligvis fra det arabiske مَرْسَى عَلِيّ (marsā ʿaliyy, "Alis havn") eller muligvis مَرْسَى اللّٰه (marsā llāh, "Guds havn").